# Castle Conway
Castle Conway (ursprünglich Killorglin Castle) war eine Burg und ein Schloss in der Stadt Killorglin im irischen County Kerry. Von beiden Gebäuden sind heute nur noch Ruinen einer Mauer erhalten.

## Geschichte

### Burg
Zunächst ließ Maurice FitzGerald, 2. Lord of Offaly, ein Verteidigungsbauwerk an dieser Stelle am Ufer des Laune errichten, vermutlich um 1240.
Nach den Desmond-Rebellionen konfiszierte die Krone die Burg und verlehnte sie im Zuge der Munster-Plantation 1587 an Captain Jenkin Conway. Die Familie Conway kam ursprünglich aus Wales. Durch die Gattin Jenkin Conways, Mary Herbert, waren sie Nachfahren des englischen Königs Heinrich I. und der Aoife MacMurrough durch ihren Vorfahren Sir Richard Herbert of Coldbrook. Die Verlehnung wurde 1592 bestätigt.
Wegen des schlechten Zustands der Burg ließ der Sohn von Captain Jenkin Conway, dessen Name ebenfalls Jenkin war, Killorglin Castle 1613 erneuern und benannte sie in „Castle Conway“ um. Durch Heirat fiel sie an Robert Blennerhassett, einen Offizier in Cromwells Armee in den irischen Konföderationskriegen. In diesen Kriegen wurde die Burg beschädigt und war ab 1682 eine Ruine.

### Schloss
Zwischen 1700 und 1710 ließ die Familie Blennerhassett an der Stelle der ruinierten Burg ein Schloss errichten, in das Elemente der mittelalterlichen Gebäudereste integriert wurden. Damals umfasste das Anwesen etwa 28 km² und die Blennerhassetts konnten ein großes, neues Schloss bauen lassen, das hohe Kamine, eine bedeutende Bibliothek und terrassierte Gärten hinunter zum Laune hatte. Die alte Burgkapelle wurde restauriert und in das neue Gebäude integriert.
1792 erbte Harman Blennerhassett das Anwesen, verkaufte es aber 1795 an seinen Verwandten, Thomas Mullins, 1. Baron Ventry.
Das Schloss wurde 1842 größtenteils abgerissen und die Bausteine für den Bau anderer Gebäude in Killorglin verwendet. Ruinen einer mittelalterlichen Mauer sind alles, was von beiden Gebäuden heute noch erhalten ist.